# The Oppressed
The Oppressed fue una banda galesa antifascista Oi!, formada en 1981 y activos actualmente. La mayoría de los músicos de la banda eran skinheads. A lo largo de la carrera de la banda, los miembros (especialmente el vocalista, Roddy Moreno) abiertamente expresaban su oposición al racismo y al fascismo, en las letras, entrevistas, comentarios en escena y en otras ocasiones. En 1989 Moreno visitó Nueva York y conoció a muchos miembros de la organización Skinheads Against Racial Prejudice (SHARP). A su retorno al Reino Unido empezó a promover los ideales de SHARP a los skinheads británicos. El grupo tiene también lazos con otros grupos antifascistas, tales como Anti-Fascist Action. Moreno es seguidor del Cardiff City F. C. y algunas de las canciones del grupo expresan esa afición.

## Discografía

### EP
- Never Say Die (1983)
- Victims / Work Together (1983)
- Fuck Fascism (1995)
- 5-4-3-2-1 (1996)
- They Think Its All Over...It Is Now(1996)
- Anti-Fascist Oi! (1996)
- Best of The Oppressed Bonus 7 Inch (1996)
- The Richard Allen Tribute Single (1997)
- Strength In Unity (1997)
- The Noise (1997)
- Oppressed / Fatskins (1998)
- Out on The Streets Again (1999)

### LP
- Oi!Oi! Music(1984)
- Fatal Blow(1985)
- Dead & Buried(1988)
- Dead & Buried / Fatal Blow Reissue(1996)
- The Best of The Oppressed(1996)
- Music For Hooligans(1996)
- We Can Do Anything(1996)
- Live (Llanrumney Youth Club 1984)(1997)
- More Noize For The Boys(1998)